# Момини
Момини (на френски: Momignies) е селище в Югозападна Белгия, окръг Тюен на провинция Ено. Населението му е около 5100 души (2006).